# 月経困難症
月経困難症（げっけいこんなんしょう、dysmenorrhea）とは、月経（生理）中の痛み（生理痛（せいりつう））が病的に酷い状態・それに付随する病的症状のことである。
通常、生理が始まるころに症状がみられ、症状は三日以内に治まることがほとんどである。その痛みはだいたい骨盤または下腹部に感じられる。その他の症状には腰痛、下痢、吐き気がある。
生理期間中の体調は個人差が非常に大きく、中高生女性の2-3割ほどは生理痛が一切ないが、7割は大小なりの生理痛がある。全体の3割ほどが月経困難症レベルの生理痛であり、その他である生理痛が軽い人・中度は何もしないまたは痛み止め服用でほぼ無痛または日常に支障なしレベルである。月経困難症に区分される「生理痛が重度・最重度」のケースでは、起き上がれないほどの腹痛、吐気、大量の月経血量、それによる貧血など、日常生活に差し支えるほどの症状に悩まされる女性もいる。保険適応のピル（LEP）を服用すると各種症状が軽減または解消される者もいる。産後（1度目の出産後）以降から生理痛がかなり軽くなる統計があるが、生涯未産・晩産・少産のために「生涯の生理回数」が20世紀後半から激増し、子宮への負担増加から月経困難症や子宮内膜症などの子宮系病の罹患率が増えてきた背景がある。子宮内膜症の発症者率は「月経のある25～44歳の女性」の約10 - 15％にまで増加している。具体的な生涯経験月経回数として、昔の女性は5人以上産むので約50回で済んだが、産まない間は生理はずっと続くことで約9 - 10倍の約450 - 500回（現代女性の平均数）である。

## 概要
月経困難症は、妊娠が可能な年齢の女性の20%から90%に起こると推定される。月経困難症は最も一般的な月経異常である。生理痛はたいてい初潮から1年以内に起こるようになる。根本的な問題がない限り年齢と共にまたは出産を機に改善されることが多い。
過多月経(出血が多い月経)、不正周期月経、12歳より若く初潮が発生した女性、低体重の女性に起こりやすい。
妊活、性的に活発な人は内診または超音波検査が診断に良いとされる。子宮外妊娠、骨盤腹膜炎、間質性膀胱炎、慢性的な骨盤の痛みは生理痛には含まれない。

### 種類
「原発性月経困難症」とは、子宮や周辺臓器も健康で原因（器質的疾患）が無いのに、月経時に激しい痛みなどの症状があるケースである。
器質的疾患という原因がある「続発性月経困難症（器質性月経困難症）」に分類される。その「原因」としては、子宮内膜症・子宮腺筋症・子宮筋腫があり、併発ケースも見られる。

### 閉経前の中年女性
閉経前の中年女性の場合、生理中に痛みが伴う場合は子宮内膜症、粘膜下筋腫（子宮の内側（子宮腔）寄り）、筋層内筋腫（子宮壁の肉の中）、漿膜下筋腫（子宮の外側寄り）が原因であることが多い（続発性月経困難症を意味する）。まれな例として、生殖器奇形がある。

## 解消・治療
治療の一環としてヒートパッドが使われることもある。
症状を緩和する医薬品では、非ステロイド性抗炎症薬 (NSAID、鎮痛薬) のイブプロフェンといった痛み止め、避妊用女性ホルモン剤、IUD(子宮内避妊システム)がある。ビタミンBまたはマグネシウムの服用も緩和効果がありうるとされる。ヨガ、鍼灸、マッサージも用いられる。また、低用量エストロゲン・プロゲスチン配合薬（いわゆる低用量ピル）を服用することでも軽減効果が期待できる。
2018年のen:International Journal of Nursing Studiesに掲載された論文によると、月経困難症にアロマテラピーが有効と主張された。同年のレビューは、ヨガも有効だとし、効果の大きさを測るための研究が必要である。同年、鍼や電気鍼では49つのランダム化比較試験をメタアナリシスし、症状や痛みを鎮痛薬（NSAID）より大きく緩和するとした。11のランダム化比較試験をメタアナリシスし、運動が有益な可能性があるが質の高い試験が必要だとした。同年、温熱療法は6つのランダム化比較試験があり有効とした。同年、NSAID系鎮痛薬に対するネットワークメタアナリシスでは、様々なNSAIDで72のランダム化比較試験を分析し、チアプロフェン酸とフルルビプロフェンで効果と安全性のバランスが良いとした。同年、経口避妊薬は子宮内膜症に関連する月経困難症に有効の可能性があるが、ランダム化比較試験は2件しか見つからず根拠の質は低い。
器質的月経困難症である場合は、手術による治療が有効な場合がある。

### 運動や出産
月経困難症は、定期的に運動する人・若いときに子供を出産した人には起こりにくい。

### 経口避妊薬（月経困難症治療薬）
日本では、2008年以降に特定のピルに対して、月経困難患者への月経困難症治療薬「低用量エストロゲン・プロゲスチン配合薬」（LEP）として保険適用となっている。
ただし、2014年に「LEP」の中でもヤーズ錠に対する安全性速報として、血栓症、足の急な浮腫や痛み、息切れ、胸痛、頭痛、麻痺、言語障害、視力障害に注意して服用するようにという警告表示が追加された。そのため、ヤーズ錠処方の可否においては医師による診断や経過観察が必須となる。